# Landkreis Tirschenreuth
Landkreis Tirschenreuth är ett distrikt (Landkreis) i Oberpfalz i det tyska förbundslandet Bayern.

## Geografi
Delar av Fichtelgebirge och Oberpfälzer Wald ligger i distriktet.